# Burkhard Bley
Burkhard Bley (geboren am 10. März 1966 in Schwerin) ist der Landesbeauftragte für Mecklenburg-Vorpommern für die Aufarbeitung der SED-Diktatur.
Nach dem Abitur 1984 in Schwerin leistete er von 1984 bis 1986 seinen Grundwehrdienst bei der NVA ab. 1988 trug er sich in die Liste des Neuen Forums ein. 
Er war seit 1987 bei der Schweriner Volkszeitung tätig, zunächst als Zeitungskorrektor in der Druckerei, seit 1995 im Redaktionsarchiv als Dokumentar. 
1995 schloss er ein Studium an der Universität Leipzig als Diplom-Kulturwissenschaftler ab. 
Ab 2007 war er als freiberuflicher Berater und ab 2009 als Bürgerberater bei der Behörde der Landesbeauftragten für Mecklenburg-Vorpommern für die Unterlagen des Staatssicherheitsdienstes der ehemaligen DDR tätig. Seit 2012 baute er die Anlauf- und Beratungsstelle für den Fonds „Heimerziehung in der DDR“ für Mecklenburg-Vorpommern auf und leitete sie bis Dezember 2018. Er war von November 2013  der Stellvertreter der Landesbeauftragten Anne Drescher. Am 11. August 2023 trat er das Amt als Landesbeauftragter für Mecklenburg-Vorpommern für die Aufarbeitung der SED-Diktatur an.
Burkhard Bley ist verheiratet und Vater eines Kindes.

## Veröffentlichungen
- Mit Sandra Pingel-Schliemann: „Pass dich an und fall nicht auf!“ Umerziehung in DDR-Spezialheimen. Geschichte und Aufarbeitung der DDR-Heimerziehung. Mit Biografien von Zeitzeugen aus Mecklenburg-Vorpommern. 2018, ISBN 978-3-933255-55-6.
- 30 Jahre Friedliche Revolution. Zeichen setzen für Demokratie und Freiheit. Dokumentation der Festveranstaltung am 23. Oktober 2019 in Schwerin. Mit Lagefilm der MfS-Bezirksverwaltung Schwerin vom 23.10.1989. Landesbeauftragte für die Aufarbeitung der SED-Diktatur, 2019, ISBN 978-3-933255-60-0.
- Gefälschte Wahlen vor 35 Jahren verschärften Krise in der DDR. Gastbeitrag bei nordkurier.de 7. Mai 2024